# Emblikaväxter
Emblikaväxter (Phyllanthaceae) är en familj av tvåhjärtbladiga växter. Emblikaväxter ingår i ordningen malpigiaordningen, klassen tvåhjärtbladiga blomväxter, fylumet kärlväxter och riket växter. Enligt Catalogue of Life omfattar familjen Phyllanthaceae 2096 arter. 

## Bildgalleri

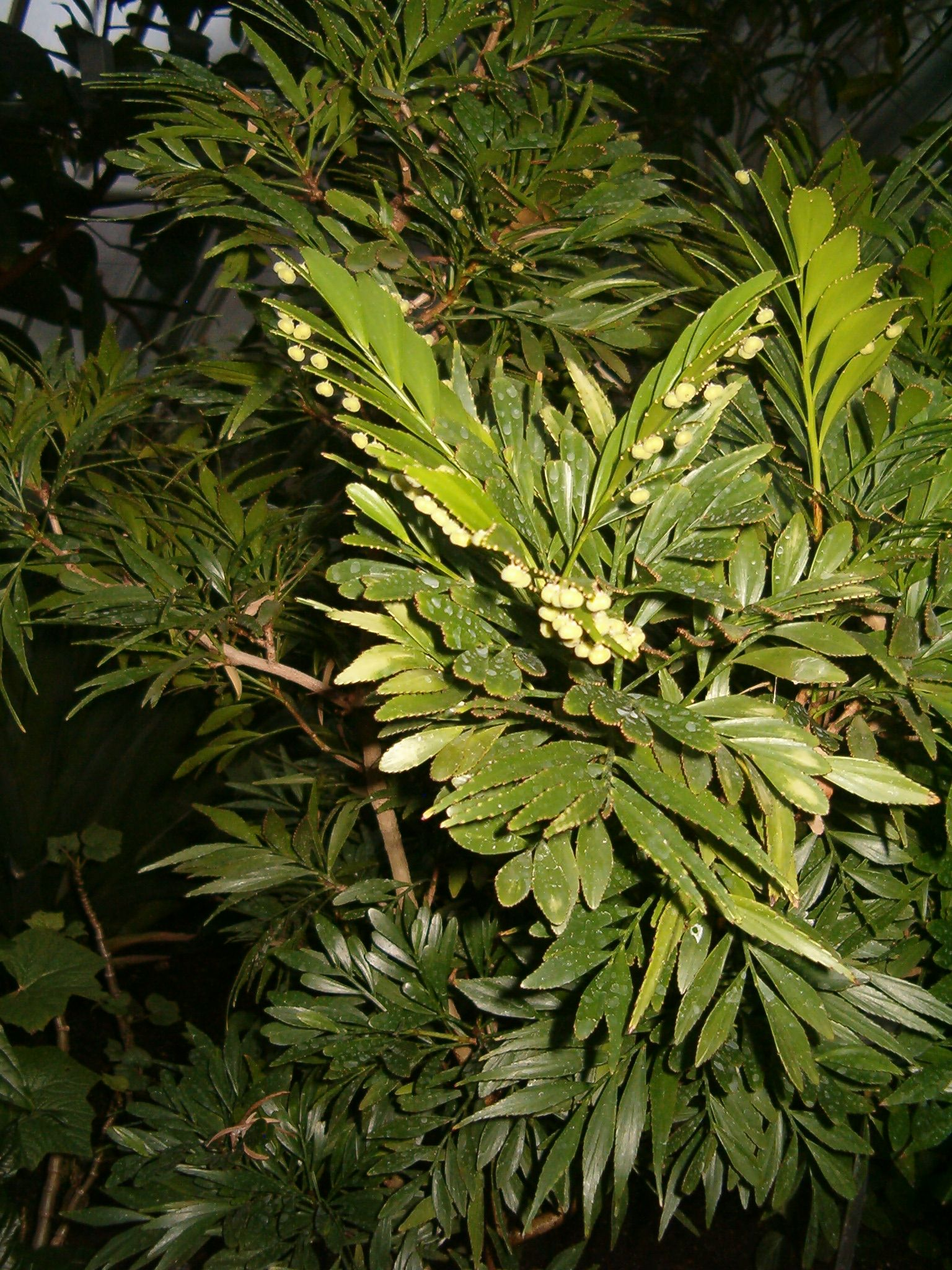
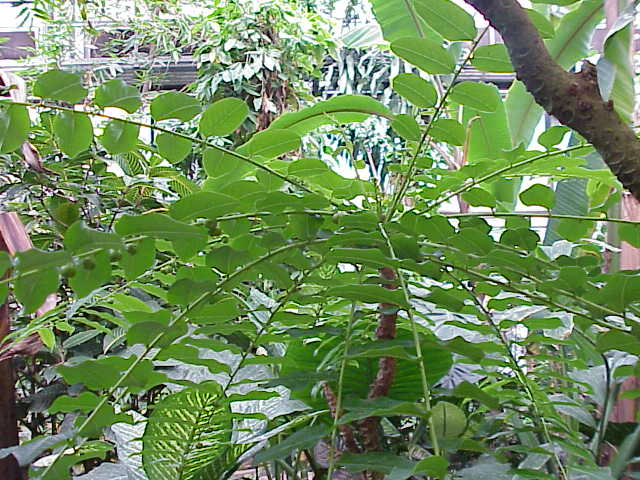
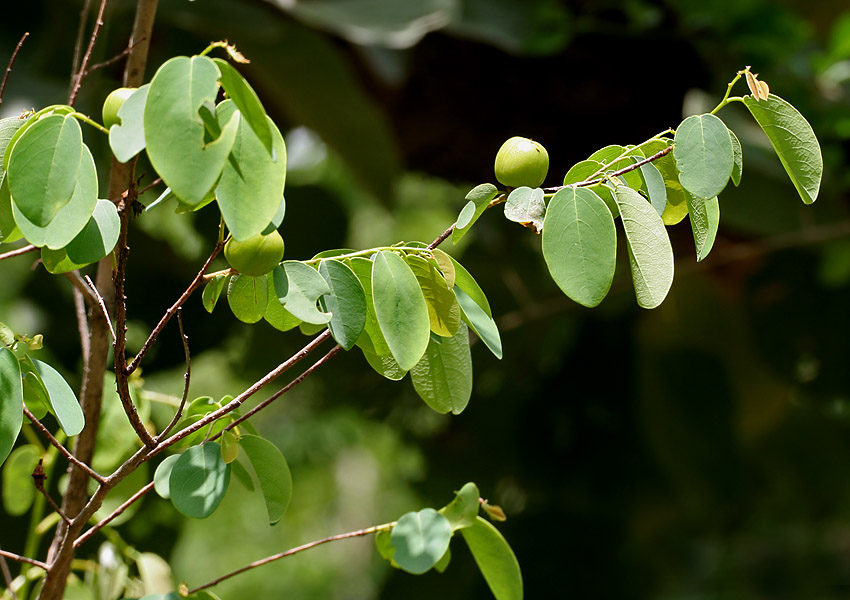
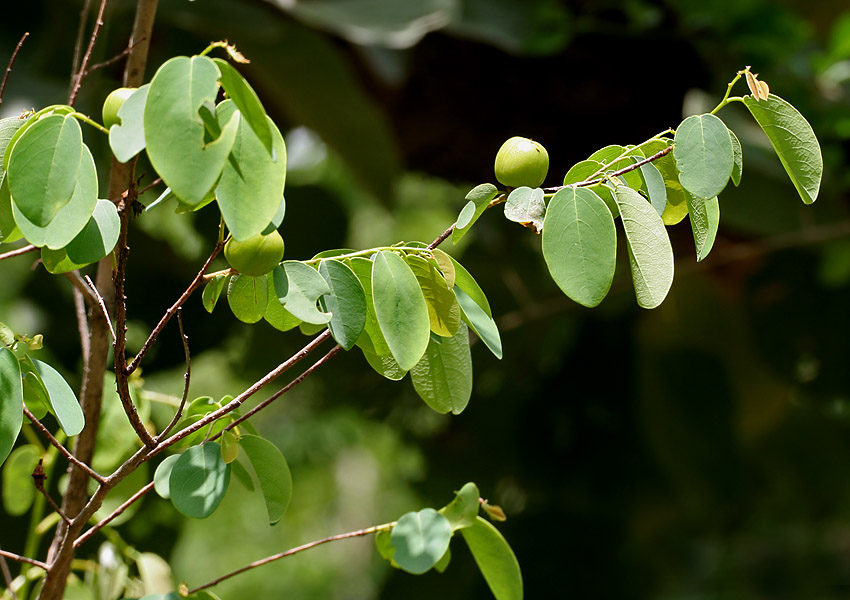
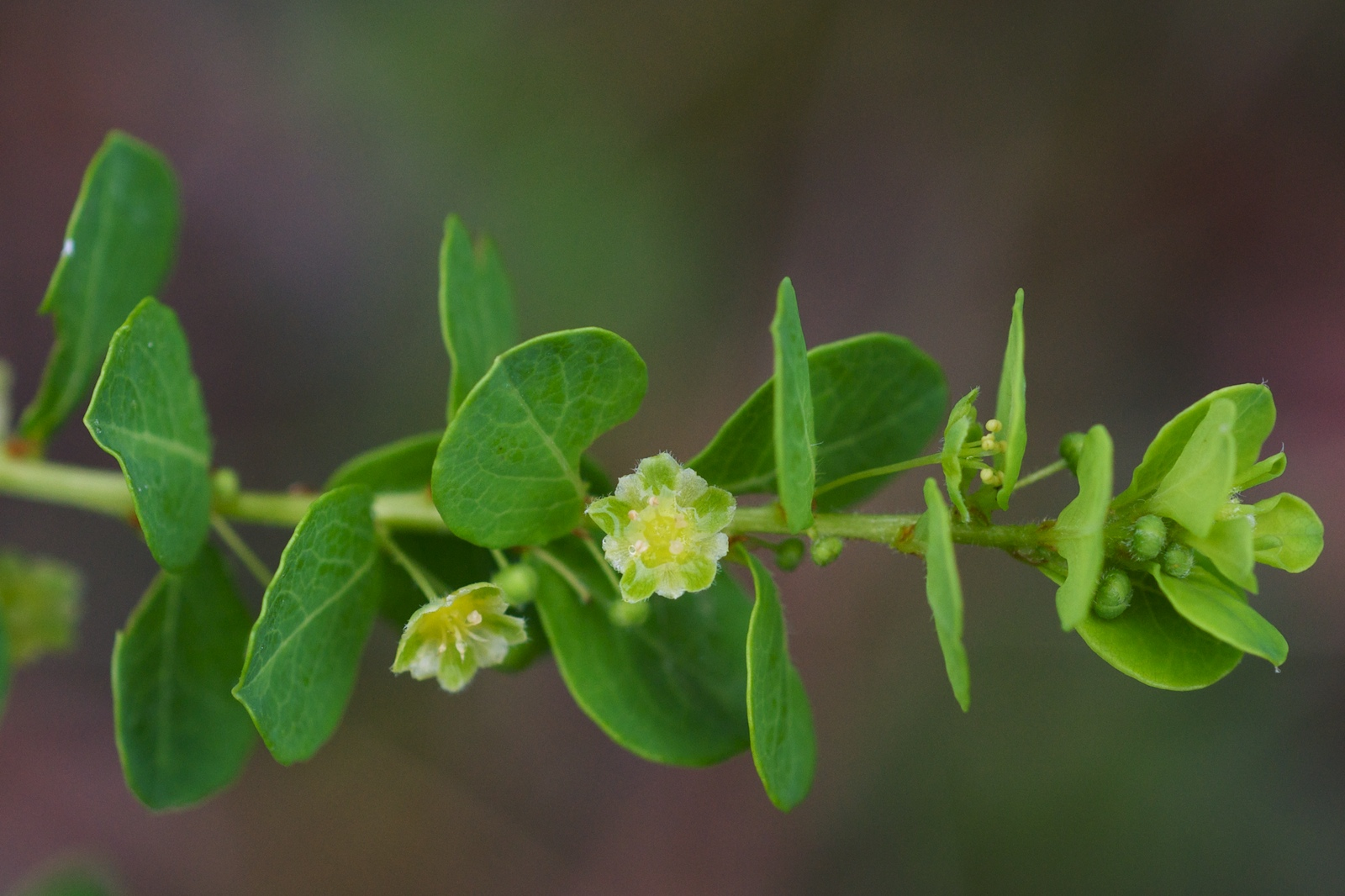
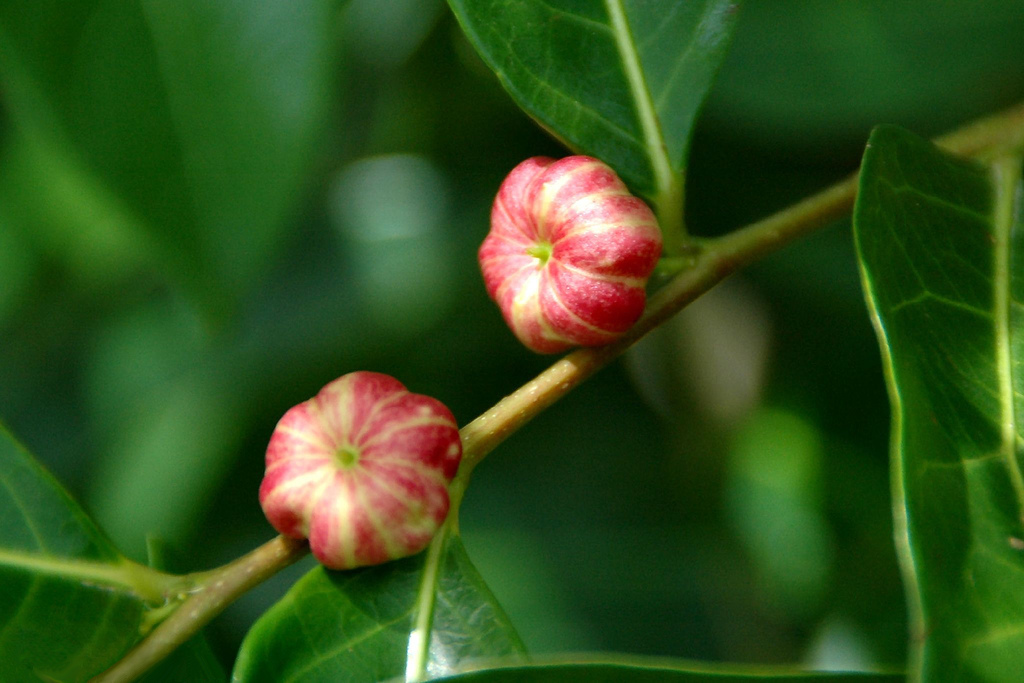

## Dottertaxa till Emblikaväxter, i alfabetisk ordning[1]
- Actephila
- Amanoa
- Andrachne
- Antidesma
- Apodiscus
- Aporosa
- Ashtonia
- Astrocasia
- Baccaurea
- Bischofia
- Breynia
- Bridelia
- Celianella
- Chascotheca
- Chonocentrum
- Chorisandrachne
- Cleistanthus
- Croizatia
- Dicoelia
- Didymocistus
- Discocarpus
- Distichirhops
- Flueggea
- Glochidion
- Gonatogyne
- Heterosavia
- Heywoodia
- Hieronyma
- Hymenocardia
- Jablonskia
- Keayodendron
- Lachnostylis
- Leptonema
- Leptopus
- Lingelsheimia
- Maesobotrya
- Margaritaria
- Martretia
- Meineckia
- Nothobaccaurea
- Notoleptopus
- Pentabrachion
- Phyllanthopsis
- Phyllanthus
- Plagiocladus
- Poranthera
- Protomegabaria
- Pseudolachnostylis
- Pseudophyllanthus
- Richeria
- Sauropus
- Savia
- Securinega
- Spondianthus
- Tacarcuna
- Thecacoris
- Uapaca
- Wielandia